# Strzała-2

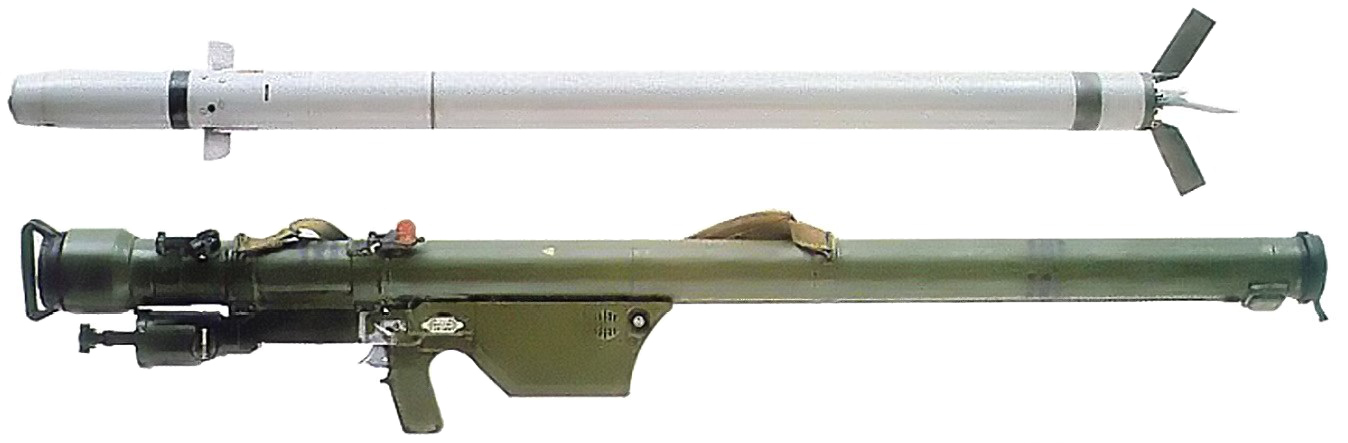
Strzała-2

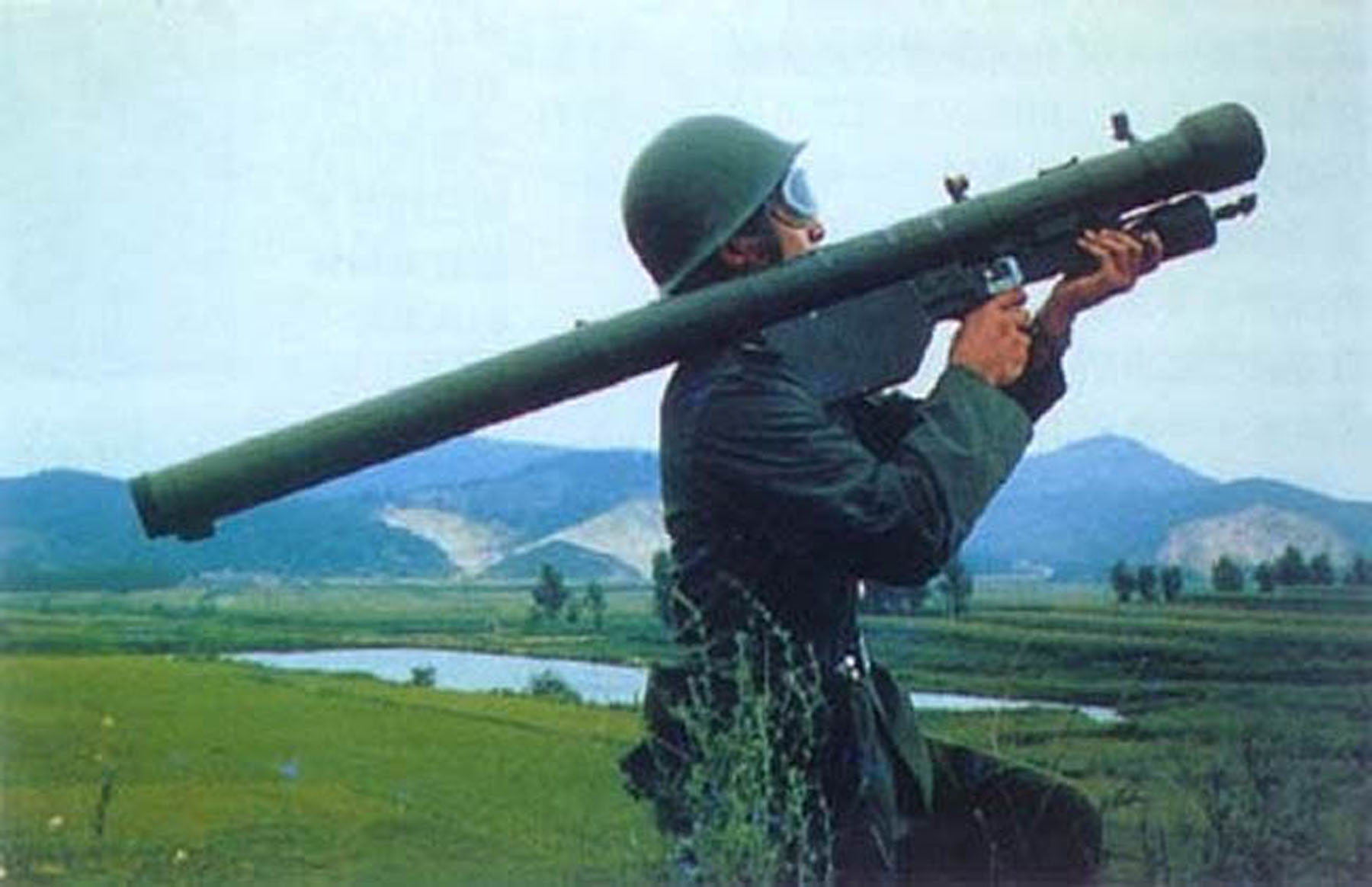
Żołnierz ze Strzałą-2M

9K32 Strieła-2 (Strzała-2) (ros. 9К32 Стрела-2, kod NATO SA-7A Grail) – radziecki ręczny przeciwlotniczy pocisk rakietowy klasy „ziemia-powietrze” i „woda-powietrze”, używany w wojskach Układu Warszawskiego od roku 1968. Radzieckie oznaczenie wojskowe zestawu według GRAU to 9K32, a samego pocisku – 9M32. Nazwa Strieła-2 funkcjonuje też w angielskiej transkrypcji Strela-2, a w Polsce była przyjęta na uzbrojenie i produkowana pod przetłumaczoną nazwą Strzała-2.

## Strieła-2M
Strieła-2M (kod NATO SA-7B radzieckie oznaczenie pocisku 9M32M) to wprowadzona do użytku w roku 1972 zmodernizowana wersja pocisku Strieła-2.
Rakieta ta została przyjęta na wyposażenie Wojsk Lądowych i Marynarki Wojennej. Była produkowana na licencji w Zakładach Metalowych MESKO w Skarżysku-Kamiennej (z wyjątkiem głowic samonaprowadzania i silników, których dokumentacji nie sprzedano i które były dostarczane z ZSRR).
Marynarka Wojenna RP używa morskiej odmiany tego pocisku (kod NATO SA-N-5) między innymi na dozorowcu ORP Kaszub, kutrach rakietowych typu Osa (projekt 205), okrętach rakietowych typu Orkan (projekt 660/660M) i typu 1241RE, trałowcach bazowych projektu 206F oraz okrętach transportowo-minowych proj. 767 typu Lublin. W wersji morskiej używana jest na poczwórnych obrotowych wyrzutniach produkcji radzieckiej MTU-4US, polskiej Fasta-4M lub NRD FAM-14. Są stosowane także w polskim zestawie rakietowo-artyleryjskim ZU-23-2MR Wróbel II.
Do wad pocisku należy mało skuteczna głowica samonaprowadzająca, umożliwiająca praktyczne jedynie użycie przeciw celom oddalającym się oraz mały ładunek bojowy, nie gwarantujący zniszczenia celu.
W 1988 roku polskie wojska lądowe miały 556 mechanizmów startowych 9P58M zestawu Strzała-2M, ponadto pewna liczba była na uzbrojeniu Wojsk Obrony Powietrznej Kraju i Marynarki Wojennej. Od 1995 roku Wojska Lądowe rozpoczęły wprowadzanie na wyposażenie PPZR Grom, które do 2018 roku całkowicie zastąpiły zestawy Strzała-2M.

### Dane techniczne
- pułap minimalny: 50 metrów
- pułap maksymalny: 2300 m[2]
- zasięg minimalny: 800 m[2]
- zasięg maksymalny: 2800 m (z przedniej półsfery) / 4200 m (z tylnej półsfery)[2]
- długość rakiety: 1440 mm
- średnica rakiety: 72 mm
- masa startowa rakiety: 9,8 kg
- masa głowicy: 1,15 kg[2]
- masa materiału wybuchowego w głowicy: 0,37 kg[2]
- prędkość startowa: 25 m/s
- prędkość marszowa lotu: 500 m/s
- maksymalna prędkość celu: 550 km/h (z przedniej półsfery) / 950 km/h (z tylnej półsfery)[2]
- kąt widzenia głowicy: 1,5°[2]
- kąt przeszukiwania głowicy: ±40°[2]

## Zastosowanie
Debiut bojowy Strieły miał miejsce podczas starć granicznych egipsko-izraelskich w latach 1969–1970, kiedy Egipcjanie wystrzelili 99 nowo dostarczonych pocisków, uszkadzając lub zestrzeliwując 36 samolotów. Były one następnie masowo używane na Bliskim Wschodzie przez państwa arabskie. Podczas wojny wietnamskiej w latach 1972–1975 siły komunistyczne wystrzeliły 589 pocisków, uszkadzając lub niszcząc 204 amerykańskie lub południowowietnamskie samoloty lub śmigłowce. Między innymi, między majem a czerwcem 1972 roku siły Wietnamu Północnego zestrzeliły za ich pomocą pięć śmigłowców szturmowych AH-1G Cobra.

### Afganistan

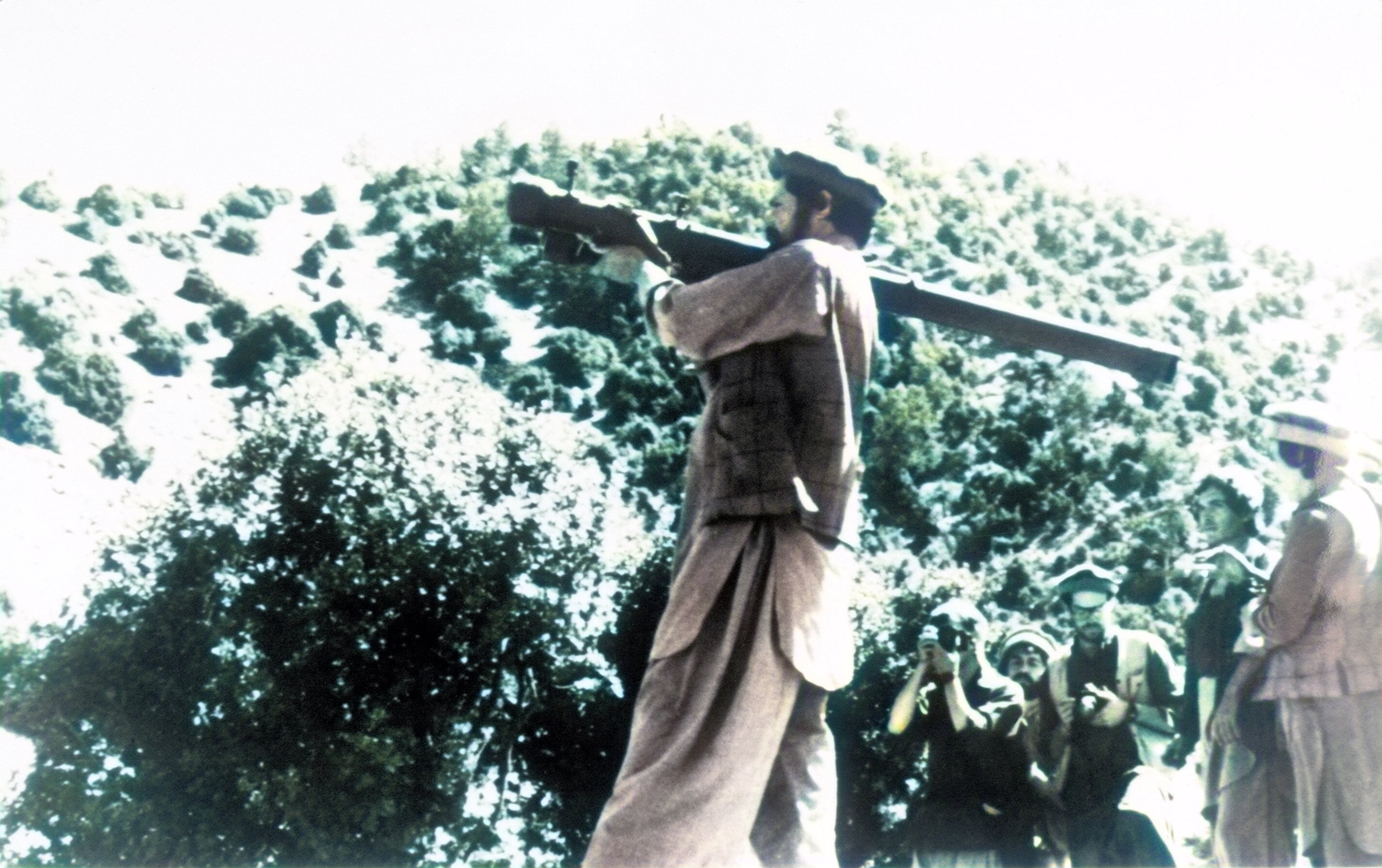

Podczas inwazji radzieckiej na Afganistan mudżahedini posiadali zakupione na czarnym rynku m.in. w Polsce Strzały-2. Pociski z tych sponsorowanych przez zachodnie kraje dostaw często się psuły oraz posiadały wady. ZSRR doskonale o tym wiedział, kontrolując sprzedaż i uszkadzając sprzęt. Dlatego też dostarczenie sprawnych rakiet jak Stingery było zaskoczeniem.

## Użytkownicy
Aktualni użytkownicy
- Afganistan
- Albania
- Algieria
- Angola
- Armenia
- Benin
- Bośnia i Hercegowina
- Botswana
- Bułgaria
- Burkina Faso
- Chiny
- Czarnogóra
- Czechy
- Dżibuti
- Egipt
- Etiopia
- Gruzja
- Ghana
- Gwinea
- Gwinea Bissau
- Gujana
- Honduras
- Hamas
- Indonezja
- Indie

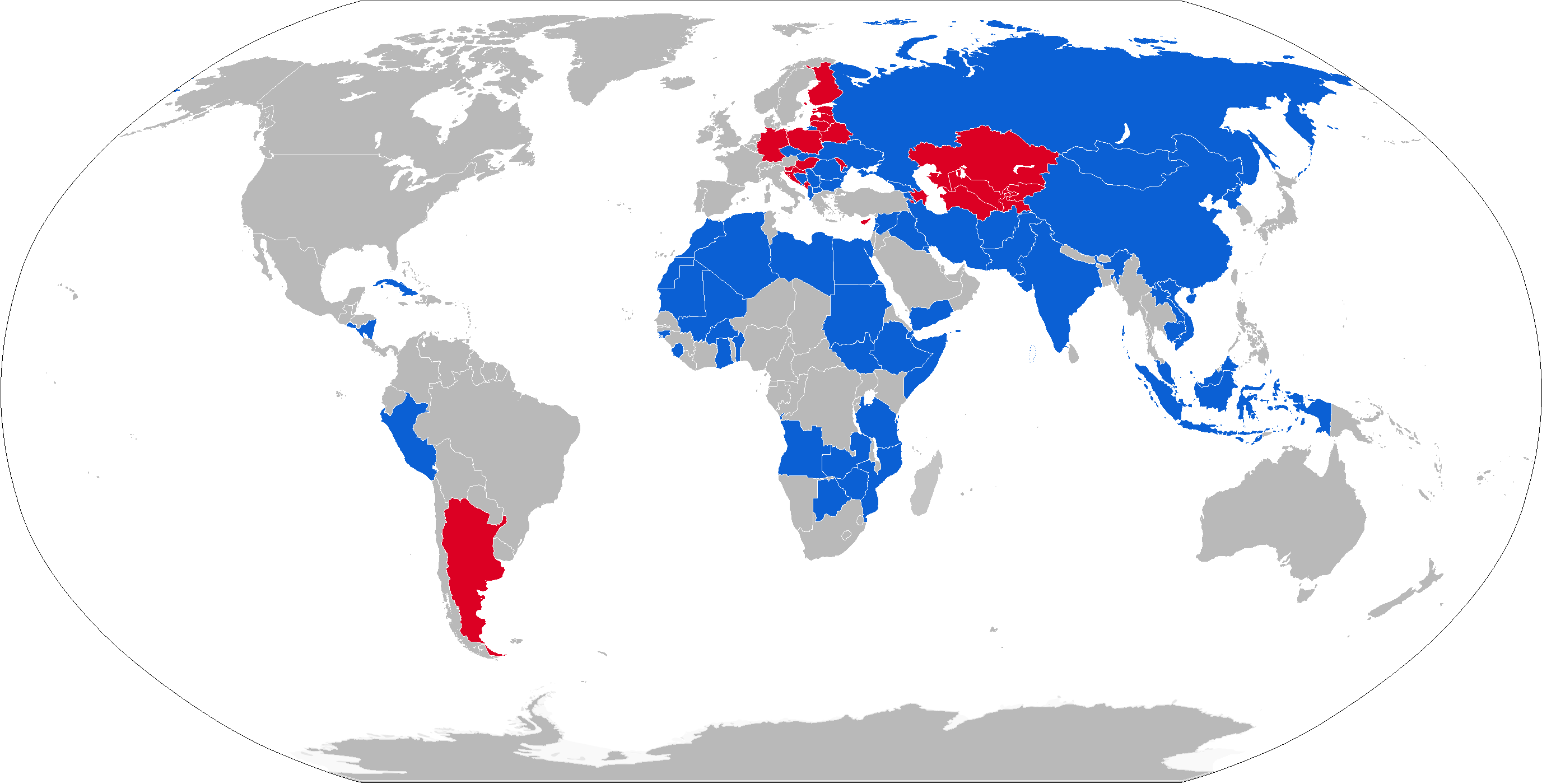
Niebieski – aktualni, Czerwony – byli

- Iran – Zastępowane przez Misagh-2.
- Jemen
- Kambodża
- Kosowo
- Kuba
- Kuwejt
- Laos
- Liban
- Libia
- Malezja
- Mali
- Mongolia[8]
- Macedonia
- Mauretania
- Maroko
- Mozambik
- Nikaragua
- Korea Północna
- Pakistan
- Peru
- Rumunia – wersja CA-94
- Rosja
- Sahara Zachodnia
- Salwador[9]
- Sierra Leone
- Serbia
- Słowacja
- Somalia
- Sudan
- Sudan Południowy[10]
- Syria
- Tanzania
- Ukraina
- Wietnam
- Zambia
- Zimbabwe

Byli użytkownicy
- Afgańscy Mudżahedini
- Afrykańska Partia Niepodległości Gwinei i Wysp Zielonego Przylądka
- Argentyna – Wycofywane z aktywnej służby.
- Armia Wyzwolenia Ludowego (PLA)
- Białoruś – Wycofany z aktywnej służby. Armia Białoruska posiadała 29 wyrzutni.[11][12]
- Chorwacja – Wycofane.
- Cypr – Wycofane.
- Czechosłowacja
- Finlandia – Strzała-2M, oznaczona jako Ito-78. Wycofana.
- Frelimo
- Hezbollah
- Irak – Część zrabowana po wojnie w Iraku w 2003 roku
- Jugosławia
- Jemen Południowy
- NRD
- Niemcy
- Libańskie siły
- Armia Wyzwolenia Kosowa
- Palestyna
- Polska – wyparte z uzbrojenia przez PPZR Grom.
- Prowizoryczna Irlandzka Armia Republikańska
- Rewolucyjna Armia Ludowa Zimbabwe
- Słowenia – W rezerwie.
- UNITA
- Węgry – Wycofane.
- ZSRR